# المدرسة الوطنية المتعددة التقنيات (الجزائر)
المدرسة الوطنية المتعددة التقنيات هي مدرسة لتخريج مهندسين أنشئت عام 1925.
التنوع المعماري لمبانيها يعكس ملحقات مختلفة والتوسعات في مجالات اختصاص المدرسة.
في عام 1962، استضافت المدرسة الاجتماعات الأولى للحكومة الانتقالية في الجزائر. تحت رعاية اليونسكو، وبرئاسة من السيد أوعبد السلام، أعيد فتح أبواب المدرسة لأول دفعة من المهندسين من الجنسية الجزائرية.

## تاريخ
أُنشئت المدرسة سنة 1925 تحت اسم المعهد الصناعي بالجزائر (Institut industriel d'Algérie)، وتهدف هذه المؤسسة إلى تكوين التقنيين الساميين المخصصين للخدمات العمومية الكبرى والمؤسسات الصناعية والأشغال العمومية.
بعد الحرب العالمية الثانية، أنشأ الجنرال مارتان تكوينًا لتقنيي الطيران في شمال إفريقيا وأصبحت تُعرف بالمدرسة الوطنية المهنية للطيران (École nationale professionnelle de l'air)، والتي يواصل خريجوها الحفاظ على موقع تاريخي وذاكرة. أعيد فتح المدرسة تحت اسم المدرسة الوطنية للمهندسين بالجزائر (École nationale d'ingénieurs d’Algérie)، وكان ذلك بعد سنة 1946.
وفي عام 1962، استضافت المدرسة الاجتماعات الأولى للحكومة المؤقتة في الجزائر.
حُوّلت بعد الاستقلال إلى المدرسة الوطنية المتعددة التقنيات بموجب المرسوم الوزاري الصادر في 25 يونيو 1963.

## مجالات التخصص
1. هيدروليك
2. هندسة مدنية
3. هيدروجين اخضر (طاقة)
4. هندسة ميكانيكية
5. هندسة المواد
6. هندسة صناعية
7. هندسة كيميائية
8. المناجم
9. إلكترونيك
10. إلكتروتقني
11. آلية
12. الري
13. التعدين
14. هندسة بيئية
15. البيئة والصحة والسلامة